# Lingua flessiva

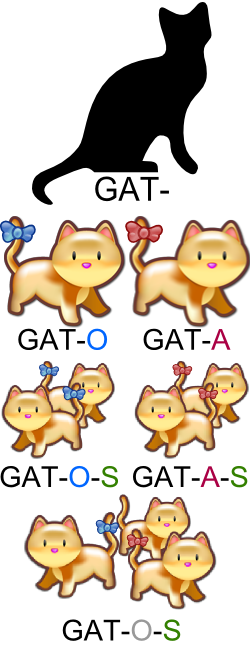
Esempio di flessione in spagnolo

Una lingua flessiva (o fusiva) è un tipo morfologico che si caratterizza nel poter esprimere più relazioni grammaticali mediante un solo morfema.
L'italiano, come la maggior parte delle lingue indoeuropee appartiene a questo tipo morfologico. Ad esempio, in gatte, la e è un suffisso che indica sia il genere (femminile) che il numero (plurale) dell'entità a cui si riferisce.

## Descrizione
Le lingue flessive possono anche operare la "flessione interna" (apofonia), cioè indicare le diverse categorie grammaticali variando la vocale della radice della parola (quindi in posizione interna e non finale della parola), come in fare - feci o in drink - drank.
Questo è un fenomeno molto diffuso nelle lingue indoeuropee e semitiche, che non opera solo nei verbi ma è molto produttivo, ragione per cui spesso ci si riferisce a quelle lingue in cui è molto comune come "introflessive". Un esempio di introflessività è il cosiddetto "plurale fratto" dell'arabo: ad esempio, la parola "libro" in arabo al singolare è kitāb, al plurale kutub, in cui dalla radice trilittera k-t-b tramite le due vocalizzazioni si ottengono singolare e plurale.
Il tipo linguistico delle lingue flessive si divide in due sottocategorie:
- analitico: può anche usare più parole per definire una relazione grammaticale, come l'italiano (e tutte le lingue romanze), l'inglese, l'olandese;
- sintetico: concentra le relazioni grammaticali in una sola parola, come il tedesco, le lingue slave, il greco moderno, il greco antico, il latino e specialmente le lingue ugrofinniche.